# Дихотомія розуму та тіла
Дихотомі́я ро́зуму та ті́ла — погляд, що думка не є матеріальною, і тому відмінна від тіла. Дихотомія вважається початковою ідеєю дуалізму. Ця концепція стала відома завдяки філософським працям Рене Декарта. Відповідно до цієї точки зору, матеріалістичний погляд на світ є примітивним і незначним. Відсутність експериментальних доказів цієї точки зору стало проблемою дуалізму, і багато сучасних філософів схильні вважати, що розум від тіла невіддільний. Заперечення дихотомії є однією з основ таких наук як соціобіологія, еволюційна психологія, нейроінформатика. Найсерйозніша заявка на збереження дуалізму в сучасній філософії пов'язана з поняттям квалії.
Проблема тіло-розум — це філософська проблематика, що стосується типу зв'язку, який розум підтримує з тілом, зокрема із мозком. Хоча ця проблема могла бути поставлена з перших філософських розробок, зокрема Платона, і хоча своє сучасне формулювання вона здобула, починаючи із XVII століття, лише протягом XX століття вона була поставлена експліцитно як фундаментальне питання, навіть, як центральне питання філософії розуму, під англійським висловом mind-body problem. Говорять також про дихотомію тіло-розум. Саме на очевидному визнанні, що тіло і розум відрізняються і що вони взаємодіють лежить історична відправна точка проблеми тіло-розум. Головна теоретична перешкода розумінню цієї взаємодії є перешкода «причинного виключення» фізичної сфери, названа також «причинною повнотою»: якщо фізичні процеси як ті що відбуваються в нашому тілі чи в нашому мозку мають тільки фізичні причини та наслідки, тоді вони не можуть мати власне ментальних причин чи впливів на розум. Ця складність розуміння взаємодії між тілом і розумом спочатку складала основу проблеми з якою стикнулися філософи розуму починаючи з Декарта. Починаючи з XIX століття в рамках матеріалізму виникло інше важливе питання, що стосується відношення тіло-розум: як сприймати специфічність розуму по відношенню до тіла, якщо розум не що інше як фізичний процес?
Проблема «тіло-розум» постає сьогодні в рамках нового дисциплінарного поля — філософії розуму, яке становить одне з головних розгалужень аналітичної філософії. Під «розумом» mind треба розуміти сукупність станів чи ментальних процесів, що приписують людським істотам, чутливим чи розумним організмам. Серед різних видів ментальних станів розрізняють емоції, відчуття, перцепції, уявні уявлення, вірування, вольові акти (бажання). Ці стани володіють двома характерними головними рисами: «пережитий досвід», який відчувається суб'єктивно та якісно, і інтенціональність. Інтенціональність ментального стану полягає у факті спрямованості на щось, у наявності у ментального стану якогось об'єкта. Деякі ментальні стани у цьому сенсі мають репрезентативний вимір. На іншому полюсі проблеми під тілом потрібно розуміти сукупність фізичних процесів, які корелюються із цими ментальними станами, без того, щоб можна було передбачити природу цієї кореляції. Як правило в цьому контексті поняття тіла відсилає до того, що відбувається в мозку.
У філософії розуму проблема поставлена природою відносин між тілом і розумом частково пов'язана із складністю пояснення зв'язків, які існують між фізичними станами, що відбуваються в мозку і ментальними станами, що залежать від свідомості. Однак проблема тіло-розум охоплює більш широке поле проблематики, ніж проблема, що відповідає «тяжкій проблемі свідомості», проблемі, яка стосується лише суб'єктивних та якісних аспектів досвіду, і тому вона не повинна бути з нею сплутана. Вона також піднімає важливе питання нормативного характеру розуму і дій пов'язаних з ним.

## Проблема тіло-розум

### Виклад проблеми

#### Тіло і розум відрізняються
Досвід, який ми маємо про себе, змушує нас сприймати відчуття, думки та дії, які, як правило, ми приписуємо собі і які, здається, характеризують нас по суті. Такий наш досвід інтуїтивно підштовхує нас здійснити розмежування між нашими психічними станами та фізичними станами оточення чи нашого тіла. Перші на відміну від других включають «прожитий» досвід, випробуваний суб'єктивно, і мають «інтенційний» характер. Здається, що ментальні стани переживаються в приватному та особистому режимі, тоді як фізичні стани, через їх зовнішність та їх публічний аспект, здаються об'єктивними. Також здається, що психічні стани інтенційні в тому сенсі, що вони спрямовані на те, що вони представляють, в тому числі у випадку уявних представлень. Зі свого боку, фізичні стани не характеризуються таким чином, і підтримують причинні зв'язки між собою, які відрізняються від зв'язків, що підтримують між собою навмисні стани чи уявлення. Вони також, схоже, не визначають нас по суті, і у нас є відчуття уникнення типу детермінізму, який їх регулює. Нормативність є важливою характеристикою, як правило, присвоювані специфічним чином ментальним станам. Наші вірування, наші бажання та наші дії, здійснювані добровільно підпорядковуються причинам чи нормам, які ми не знаходимо у фізичних поясненнях. Ці причини або норми відрізняються від причин, які визначають нашу поведінку або фізичні стани, в яких ми знаходимося. Вони роблять можливими твердження аксіологічного типу (моральні, політичні тощо), що стосуються цінностей і того, що «повинно бути». Крім того, ми спонтанно віримо у свободу волі. Ми вважаємо, що, певною мірою, людина може визначити те, що вона хоче робити, і що вона не хоче робити. Це стосується також сфери вірувань: ми вважаємо, що ми вільно тренуємо свої переконання, що зробило б нас відповідальними за це. Це поширюється на сферу вірувань, ми вважаємо, що є вільними самим формулювати наші переконання, що зробило б нас відповідальними за них. Із своєї сторони фізичні стани характеризуються детермінізмом, кожен фізичний стан слідує за іншими, згідно певних визначених законів. Отже, ні детермінізм, ні випадковість не дозволяють зрозуміти специфічність свободи волі, яку ми сприймаємо за допомогою інтуїції.
Серед характерних рис, найчастіше згадуваних, щоб відрізнити ментальні стани від фізичних можна відмітити наступні:
| Ментальні стани                  | Фізичні стани                      |
| -------------------------------- | ---------------------------------- |
| приватні, безпосередньо доступні | публічні, безпосередньо недоступні |
| суб'єктивні і якісні (кваліа)    | об'єктивні і кількісні             |
| інтенціональні, репрезентативні  | «сліпі»                            |
| пояснювані за допомогою raisons  | пояснювані за допомогою causes     |
| нормативні                       | фактичні                           |
| вільно сформовані                | чітко визначені                    |

#### Тіло і розум взаємодіють
Хоча ментальні стани здаються нам відмінними від фізичних станів, розум нам не здається незалежним від тіла та фізичного світу. Дійсно, досвід, який ми маємо про себе, за допомогою якого ми сприймаємо себе як істоти, наділені відчуттями, істоти, що діють і думають, веде не лише до розрізнення розуму і тіла, але й до думки, що між ними існує щось щонайменше схоже на причинний зв'язок, що загалом існує форма взаємодії, згідно з якою одне впливає на інше. Відповідно до цієї точки зору, взаємозв'язок тіло-розум можна охарактеризувати як взаємодію між двома типами реальності, з:
1. фізичні стани, що спричиняють ментальні стани: точніше фізична структура нашого середовища і нашого тіла спричиняє сприйняття і вірування про наше середовище і наше тіло, а також емоції
2. ментальні стани, що спричиняють фізичні стани, точніше бажання чи вольові акти спричиняють певну фізичну поведінку, а саме фізичні стани, які здатні створювати бажані наслідки.

Ми можемо додати до цього, що деякі ментальні стани, здається, викликають інші ментальні стани (наприклад, моє відчуття спраги, здається, є причиною мого бажання пити), і це відрізняється від того, як фізичні стани викликають інші фізичні стани. Крім того, часто є причинні ланцюжки, чи схожі на причинні ланцюжки, які включають відразу фізичні і ментальні стани. Наприклад, ми можемо розглянути, що надмірна теплота навколишнього повітря викликає у мене неприємне відчуття тепла; що моє неприємне відчуття тепла викликає моє бажання охолодити навколишнє повітря, увімкнувши кондиціонер; нехай це бажання спонукає мене натиснути кнопку кондиціонування; потім, нарешті, охолодження повітря, здійснене кондиціонером, викликає зникнення мого неприємного відчуття тепла.
В причинному зв'язку між тілом і розумом, це причинність розум⇒тіло є в центрі інтересів пов'язаних із проблемою тіло-розум. Дійсно, дискусія в основному точиться навколо питання знати те, як можливо, що ментальні стани викликають фізичні стани. В міру того як визнано, що фізичні стани мають причинну силу, отримання задовільної відповіді на це питання повинно було б дозволити вирішити питання причинності тіло⇒розум.

#### Достатньо фізичної причинності
Успіх сучасних наук про природу, зокрема фізики, заставляє подумати про філософський принцип, який найчастіше називається «принципом фізичної повноти», який лежить в основі матеріалістичної концепції світу, і перше формулювання якого ми знаходимо в XVII столітті в англійського філософа Томаса Гоббса. Дана повнота стосується одночасно причин (причинна повнота), законів (номологічна повнота) і пояснень (експлікативна повнота) фізичних станів. Цей принцип підтверджує наступну тезу:
Наскільки фізичні стани мають причини, підлягають законам і можуть бути пояснені, тоді будь-який фізичний стан має закінчені фізичні причини, підлягає закінченим фізичним законам і має закінчене фізичне пояснення.
Іншими словами, для будь-якого фізичного стану ніколи не потрібно шукати причини для його виникнення поза межами вивчення фізики (включаючи речовину, сили, простір-час). Якщо можна знайти причинно-наслідкове пояснення для будь-якого фізичного стану, то ми можемо виявити пояснення, яке стосується виключно інших фізичних станів, враховуючи фізичні закони. На відміну від двох попередніх тверджень про проблему тіло-розум («тіло і розум відрізняються», і «тіло і розум взаємодіють»), принцип фізичної повноти, згідно з яким «фізичної причинності достатньо» не ґрунтується на досвіді, який ми маємо про нас самих, але на результатах сучасних природничих наук. Це філософська теза, заснована на екстраполяції фундаментальних та універсальних теорій цих наук.
На користь такого принципу було висунуто кілька аргументів. Один з найважливіших заснований на тому, що сучасні науки про природу роблять нам доступними, з появою механіки як науки про рух у XVII столітті, основні фізичні теорії, які є універсальними, тобто теорії, закони яких застосовуються до всіх станів та фізичних систем. Однак універсальна теорія за визначенням виключає, що існують причини, закони чи пояснення, що зсилаються на змінні, які не відображаються в цих теоріях, і, зокрема, не фізичні причини, закони чи пояснення. Ще один важливий аргумент полягає в тому, що немає жодного емпіричного признаку, який би вказував на існування нефізичних причин, що втручаються в природу.

#### Несумісність тверджень
Проблема тіло-розум по суті полягає в тому, що є вагомі причини визнати кожне з наступних трьох суджень, які, розглянуті разом, однак утворюють необґрунтовану тріаду:
1. Ментальні стани — це не фізичні стани: принцип дуалізму тіло-розум (1)
2. Ментальні стани спричиняють фізичні стани, і навпаки: принцип взаємодії тіло-розум (2)
3. Кожен фізичний стан має закінчені фізичні причини: принцип фізичної повноти (3)

Ці три судження попарно сумісні, але якщо ми не допустимо для даного випадку гіпотезу причинної надтермінованості (згідно з якою ментальна причинність додається до фізичної причинності), кожна з цих пар сумісних суджень передбачає помилковість третього :
- (1) та (2) не припускають (3): якщо ментальні стани не є фізичними станами, але вони викликають фізичні стани, то принцип фізичної повноти є помилковим (це позиція інтеракціоністського або декартового дуалізму)
- (1) та (3) не припускають (2): якщо ментальні стани не є фізичними станами, але будь-який фізичний стан має достатні фізичні причини, то психічний стан не може бути причиною фізичного стану, а принцип взаємодії тіло-розум є помилковим (це положення неінтеракціоністського дуалізму)
- (2) та (3) не припускають (1): якщо ментальні стани спричиняють фізичні стани, але будь-який фізичний стан має закінчені фізичні причини, то ментальні стани є фізичними станами, і принцип дуальності тіло-розум є помилковим (це положення матеріалістичного монізму або теорія психофізичної ідентичності)

Для того, щоб вирішити проблему тіло-розум, потрібно відмовитися від одного з трьох суджень, тим самим усуваючи протиріччя, яке вони породжують, коли їх приймають одночасно. Зважаючи на те, що перші два судження мають своє походження в досвіді, який ми маємо про себе, і що третє базується на результатах сучасних природничих наук: можна розглядати, що проблема тіло-розум полягає в конфлікті між нашим суб'єктивним досвідом і наукою. Але також існує напруга між першим та другим судженням, напруга, вже відзначена у XVII столітті у певних запереченнях, висунутих Декарту та його інтеракціоністському дуалізму. Дійсно, думка про те, що між тілом і розумом існує причинний зв'язок, здається, є несумісною з думкою, що тіло і розум відрізняються докорінно.

### Запропоновані рішення
Ми можемо згрупувати основні концепції, розроблені у відповідь на проблему тіло-розум у трьох основних тенденціях або парадигмах:
1. дуалізм тіло-розум
2. фізикалізм
3. панпсихізм

Панпсихізм — це позиція меншості, яка все-таки переживає оновлення інтересу і яка сьогодні розрізняється у двох основних течіях: «мікропсихізм», для якого складові «матерії» є психічними сутностями, і «космопсихізм», який ототожнює розум з цілим Всесвітом. Кожна з інших двох парадигм включає численні школи думок, які можуть бути схематично представленими так:
| Інтеракціоністський дуалізм | Інтеракціоністський дуалізм | Неінтеракціоністський дуалізм | Неінтеракціоністський дуалізм | Неінтеракціоністський дуалізм |
| --------------------------- | --------------------------- | ----------------------------- | ----------------------------- | ----------------------------- |
| Картезіанський дуалізм      | Попперівський дуалізм       | Паралелізм                    | Епіфеноменізм                 |                               |

| Біхевіоризм     | Біхевіоризм          | Редукціонізм       | Редукціонізм          | Функціоналізм    | Функціоналізм             | Елімінативізм    | Елімінативізм    |
| --------------- | -------------------- | ------------------ | --------------------- | ---------------- | ------------------------- | ---------------- | ---------------- |
| Теорія Скіннера | Логічний біхевіоризм | Ідентичність типів | Ідентичність обставин | Компутаціоналізм | Біологічний функціоналізм | Видалення розуму | Видалення кваліа |

Дуалізм тіло-розум — еталонна позиція у філософії розуму через його історичне значення, але він має мало прихильників. Часто сильно критикований, дуалізм, як правило, обговорюється в дидактичних цілях, особливо якщо мова йде про представлення, за контрастом, різних форм фізикалізму. Ця позиція не обов'язково призводить до ствердження, як Декарт, існування двох типів субстанції. Дійсно існує «дуалізм властивостей» (property dualism англійською мовою), для якого існує лише один тип субстанції, речовина, і який розглядає розум з точки зору специфічних властивостей, які, хоча і інстанційовані в тілі не ототожнюються з фізичними властивостями. Залежно від різних підходів, ці властивості можуть взаємодіяти з фізичними властивостями або бути лише епіфеноменами; вони також можуть виникати зі складних фізичних властивостей або самі становлять основні властивості природи.
Щодо фізикалізму, він сьогодні позначає онтологічну позицію відмінну від методологічного фізикалізму Віденського гуртка. Він охоплює низку концепцій, для яких усі сутності, що існують у світі, є в кінцевому рахунку фізичними сутностями, які можуть або в принципі могли б бути описані фізичними науками, і причинні взаємодії яких повністю керуються фізичними законами. Він виступає проти будь-якої форми дуалізму тіло-розум і намагається примирити матеріалізм з ментальними поняттями, що залежать від нашої загальної концепції про розум. Онтологічна теза фізикалізму про те, що існують лише сутності або фізичні властивості, означає, що ментальні сутності, якщо вони існують, не мають особливого онтологічного статусу. Цій тезі віддають перевагу у філософії розуму, але вона також має своїх опонентів серед сучасних філософів розуму, які є авторитетними таких як Томас Нагель чи Девід Чалмерс.
Ще один спосіб згрупувати основні концепції, що відповідають проблемі тіло-дух — це розмежувати їх відповідно до типу відповіді, яку вони пропонують, та розрізнити як:
- концепції, які повинні знайти вирішення проблеми, а саме в основному дуалізм, редукціонізм, функціоналізм, теорії виникнення.
- концепції, які повинні привести до усунення чи навіть видалення проблеми, а саме елімінативізм, панпсихізм.

### Дуалізм тіло-розум

#### Інтеракціоністська концепція
Інтеракціоністський дуалізм — це позиція, яка в сучасній філософії бере своє походження від Рене Декарт, і яка стверджує, що між духом і тілом існує причинний союз, хоча вони відрізняються за природою. В рамках дуалістичної думки він виступає проти психофізичного паралелізму та епіфеноменалізму. Інтеракціонізм не обов'язково передбачає, що кожен психічний стан може безпосередньо спричинити фізичні стани, а лише те, що кожен психічний стан може бути частиною причинного ланцюга, який включає фізичні стани, зокрема стани мозку.

##### Картезіанський дуалізм
Картезіанський дуалізм — це метафізична відповідь, спочатку надана Декартом, потім картезіанцями, для проблеми тіло-розум. Декарт визнає існування двох типів субстанції: душі (res cogitans) та тіла (res extensa). Він також вважає, що кожна з цих двох субстанцій взаємодіє з іншою. Хоча він часто служить контрастом для філософів розуму, декартівський дуалізм сформував на тривалий час проблему тіло-розум, поставивши в основі роздумів питання про відносини між ментальними та фізичними станами, розглядуваними відповідно до їх природи та їх причинної ефективності. Аргументи Декарта для виправдання цієї позиції були попередниками висунутих у XX столітті у філософії розуму, на користь дуалізму та проти матеріалізму, зокрема, так звані «модальні» аргументи, які звертаються до можливості сприйняття суб'єктивних аспектів свідомість окремо від тіла.
Картезіанський дуалізм відрізняється від інших форм дуалізму тим, що він постулює подвійність людської субстанції, оскільки, як душа і тіло, і причинну взаємодія між їх відповідними станами. Ідея, що ментальні та фізичні стани відрізняються за своєю природою, але можуть взаємодіяти один з одним, підтверджує дві поширені інтуїції про розум і тіло: інтуїція неоднорідності речовин («розум — це річ, що відрізняється від тіла») і інтуїція їх взаємодії («тіло діє на розум і навпаки»). У словнику класичної філософії ми говоримо про «комунікацію субстанцій», щоб позначити взаємодію між тілом і розумом. У контексті сучасної філософії розуму кажуть, що декартський дуалізм є інтеракціоністським, на відміну від паралелізму, оказіоналізму та епіфеноменалізму, для якого розум і тіло не мають причинної взаємодії.
Серед труднощів, які ставить декартовий дуалізм, проблема тіло-розум, здається, є найбільш невирішуваною. Дійсно, інтеракціоністська теза, яку підтримує ця форма дуалізму, стверджує, що певні ментальні стани, такі як вольові акти, викликають фізичні зміни, які є в основі руху тіла, і навпаки, певні тілесні сутності, що діють у мозку, викликають певні ментальні стани такі, як відчуття. Однак сама можливість цієї взаємодії є проблематичною: як, зокрема, ментальні сутності, що осягаються як нематеріальні, без протяжності в просторі, можуть мати найменшу можливість дії на фізичні сутності? Саме ця проблема буде довго тривати і продовжуватиме ставитись в рамках філософії розуму. Відповідь, надана самим Декартом, виявилася незадовільною: розум і тіло складають разом субстанцію, а шишкоподібна залоза — це місце, де в мозку — точка контакту між психічними станами та фізичними станами.

##### Попперівський дуалізм
З філософом наук Карлом Поппером, інтеракціоністський дуалізм переформульовується в межах оригінальної еволюційної гносеології. Поппер стверджує, що ментальні стани є продуктом еволюції життя, що їх швидше слід віднести до біології, ніж до фізики, в чому він виступає проти фізики. Він вважає, що ці стани тісно пов'язані зі станами тіла, і не зводяться до них через їх специфіку. Навіть якщо він іноді провокаційно відстоює своє право на нього, Поппер значно відходить від декартового дуалізму шляхом відмови від ідеї субстанції, а також механістичної теорії причинності. Для нього відмінність між ментальними та фізичними станами є дуже реальною, але вона відповідає швидше різниці між властивостями, ніж субстанціями, ментальні властивості «виникають» з фізичних властивостей, з якими вони зрештою взаємодіють. Хоча Поппер розглядає метафізичні теорії як системи незаперечні за допомогою експериментів, а отже, як псевдонаукові теорії, попперівський дуалізм є частиною «метафізичної дослідницької програми», яка повинна дозволити розширити горизонт наукових досліджень щодо проблеми тіло-розум. Ця метафізична програма заснована на двох основних переконаннях:
1. можливість не ідеально детермінованого Всесвіту, отже недетермінованого
2. «причинне незакінчення» фізичного світу

Ідеально детермінований фізичний світ обов'язково закритий з причинної точки зору, але світ, принаймні частково невизначений, епікурейський (з його клініменами) або квантовий, не обов'язково відкритий: причинне відкриття передбачає можливість розумового процесу (наприклад, інтелектуальне розпізнавання обгрунтованості умовиводу) мати фізичні ефекти, ніби він зміг вписатись у структуру фізичної причинності. Для Поппера квантова невизначеність точно пропонує розумовій причинності можливість вибрати певний шлях у неповній структурі фізичного світу. Таким чином, він стверджує: "ми ініціюємо причинні фізичні ланцюжки, які не мають достатніх фізичних причинних антицидентів, [що робить з нас] "первинні двигуни"або творців фізичних причинних ланцюжків". Саме це причинне відкриття фізичного світу до «простору причин», іншими словами, до понять та взаємозв'язків умовиводів, що надає людському виду еволюційну перевагу, перевагу не внаслідок прямого та насильного усунення неадаптованих індивідуумів, але непрямого та ненасильницького усунення помилкових ідей або концепцій.11.

### Паралелізм
У філософії розуму паралелізм — це теза, що стосується взаємозв'язку розуму та тіла, згідно з якою психічні та фізичні явища становлять дві серії без причин між ними, але між якими можна встановити відповідність відносин. Це дозволяє уникнути введення нефізичної причинності у світ, що було б подібним до надприродної дії. Відповідно до паралелістичної позиції, прийнятої спочатку Спінозою в XVII столітті, фізичні стани спричиняють лише фізичні стани, а ментальні стани спричиняють лише ментальні стани. Те, що нам здається спочатку становить причинний зв'язок між фізичними станами та психічними станами, насправді є лише зв'язком відповідності, де кожному ментальному стану відповідає мозковий стан, і навпаки.
Цю тезу можна трактувати або як онтологічне твердження щодо реальності речей, або як простий методологічний постулат, наміром якого є в такому випадку дозволити психологу та нейрофізіологу працювати, уникаючи зведення однієї сфери до іншої. У першій формі вона передбачає певний дуалізм, а в другій, веде до матеріалізму. Саме в першій формі вона представляє себе як відповідь на проблему тіло-розум, зберігаючи дуалістичну позицію, відмовившись від проблемної ідеї взаємодії між тілом і розумом. Таким чином прийнятий дуалізм — це дуалізм властивостей (фізичних, з одного боку, і ментальних з іншого), дуже відрізняється від дуалізму, що протиставляє субстанцію душі субстанції тіла. Мова йде про поважання відмінності між ментальними та фізичними станами, визнаючи той факт, що не може бути причинного зв'язку між станами різної природи.
Наслідком паралелізму є не лише те, що кожен ментальний стан відповідає фізичному стану, але і що кожен фізичний стан відповідає ментальному стану. Він приводить до панпсихізму, тобто до концепції за якою розум є фундаментальною властивістю світу, розум представляється в світі скрізь. Крім того, паралелізм узагальнює принцип причинної повноти фізичного світу («фізичної причинності достатньо») до сфери ментальних станів. Отже, встановлюючи, що єдиними причинами ментальних станів є інші ментальні стани, він припускає, що в принципі існує закінчена психологія, тобто психологія, яка пояснює всі ментальні стани, посилаючись лише на інші ментальні стани. Цей пункт є одним з головних заперечень паралелізму. Дійсно, психологія використовує у своїх поясненнях не лише ментальні поняття, але фізичні поняття, і не існує наукового признаку, що вказує на можливість психології, яка не повинна вдаватися до таких понять.

### Епіфеноменізм
Епіфеноменізм або епіфеноменалізм — це теза, що ментальні стани, або принаймні деякі з них, не мають причинної сили, а тому не мають впливу на тіло або на інші ментальні стани. Він дає можливість підтримати форму дуалізму без необхідності зіткнутися з серйозними запереченнями, з якими стикаються інтеракціоністський дуалізм та паралелізм. Для епіфіномініста лише фізичні стани можуть бути причинами інших станів, і лише наслідками ментальних станів можуть з'являтися в мережі причинних відносин. Ці стани описуються як «епіфеномени», іншими словами, побічні продукти певної фізичної активності, фізичної активності мозку. Ця теза передбачає особливе дуалістичне уявлення про зв'язок тіло-розум, а саме дуалізм властивостей (з одного боку фізичних, з другого боку ментальних), а не традиційний дуалізм субстанції (розум та тіло).
Як і паралелізм, епіфеноменізм приймає перше і третє твердження проблеми тіло-розум («тіло і розум відрізняються», «фізичної причинності достатньо»), але відмовляється від другого («тіло і розум взаємодіють»). Однак, на відміну від паралелізму, епіфеноміалізм не передбачає панпсихізму чи самостійності сфери психічних станів. Таким чином, він уникає метафізичного нагромадження панпсихізму і веде до обмеження лише суб'єктивними аспектами психічного життя («кваліа» або «феноменальна свідомість») визначення епіфеномена. У цій перспективі, розумова діяльність поєднана з поведінкою, здатна бути поясненою фізичними причинами. Епіфеноменізм не був висунутий, щоб відповісти насамперед на проблему тіло-розум у всьому її розширенні, але як відповідь на те, що погоджено сьогодні, називати складною проблемою свідомості.
Теза епіфеноміністів була сформульована вперше в 1874 році англійським біологом та філософом Томасом Х. Хакслі у статті під назвою «On the hypothesis that animals are automata and its history» («Про гіпотезу про те, що тварини є автоматами і історія цієї теорії»). Ця стаття залишається сьогодні референцією для філософії розуму. Гіпотеза, яку вона висуває, анонсує нові форми дуалізму, підтримані сучасними філософами, такими як Френк Джексон на початку 1980, або Джейгвон Кім у 2000 році, і все ще є однією з стандартних відповідей на проблему тіло-розум. Епіфеноменізм залишається дуже міноритарною позицією, зокрема, тому що він не враховує сильної інтуїції, що ми маємо силу дії на своє тіло і є суб'єктами того, що ми робимо добровільно.

### Теорія наддетермінованості
Стверджуючи існування ментальної причинності, яка додається до фізичної причинності, теорії наддетермінованості, виправдовує версію дуалізму розуму та тіла, який відрізняється від інтеракціоністського дуалізму, паралелізму та епіфеноменізму. Згідно з цією теорією, розробленою у відповідь на проблему розум-тіло, можна підтримувати спільно і без суперечності, що ментальні стани не є фізичними станами (дуалістична теза), що вони спричиняють і спричинені певними фізичними станами (інтеракціоністська теза) і що фізичні стани підлягають закінченим фізичним законам, які є достатніми для їх повного пояснення (фізикалістська теза). Досить уявити, що ментальні стани діють як додаткові причини до фізичних причин, «побічно впливаючи», таким чином, на поведінку людини чи тварини. Наддетермінованість в цьому сенсі полягає в тому, щоб подвоїти певні причинні сутності, в даному випадку фізичні, використовуючи сутності іншого роду.
На відміну від інших типів дуалістів, прихильник наддетермінованості приймає і те, що ментальні стани мають силу дії на світ через їх впливи на тіло, і що ці впливи можуть бути повністю пояснені фізичними причинами за принципом повноти фізичної сфери («фізична причинність є достатньою умовою всіх фізичних фактів»), ці дві тези є сумісними завдяки принципу наддетермінованості фізичної причинності психічною причинністю. Хоча вона здається дорогою чи штучною, теорія наддетермінованості пропонує перевагу примирення, очевидно суперечливих та несумісних тез, фізикалізму (або матеріалізму), що здаються виправданими науковими відкриттями з одного боку та дуалізму ближчого до нашого інтуїтивного уявлення про світ з іншого боку.
Така спроба примирення між дуалізмом та матеріалізмом все-таки створює наступну проблему: якщо ми визнаємо принцип повноти фізичної сфери, ми повинні визнати, що існують фізичні закони, які в принципі дозволяють інтегральне пояснення фізичних явищ; отже ментальна причинність виявляється зайвою і без експлікативного інтересу. Зокрема, з цієї причини теорія наддетерміновасті не підтримується сьогодні, але, здається, вона передбачена дуалізмом (у поєднанні з суворим механіцизмом) Декарта, і вона часто представляється в дидактичних цілях як альтернатива дуалістичним уявленням, що приймають або однозначно заперечують взаємодію. Однак вона видається суто філософською позицією без евристичної сили, не відкриваючи жодного шляху досліджень у філософії розуму.

## Редукціоністська пардигма

### Логічний біхевіоризм
Редукціоністська парадигма запанувала у філософії розуму з 40-х років, спочатку прийнявши форму біхевіоризму: логічного біхевіоризму. Центральна ідея логічного біхевіоризму полягає в тому, що ми можемо і повинні описати, а потім пояснити вчинки людей, спостерігаючи лише за їхньою поведінкою. Таким чином, ця позиція полягає у відмові використовувати типово ментальні поняття (відчуття, бажання, вірування тощо) щоб зрозуміти поведінку людини. Під «поведінкою» (behavior) біхевіоризм позначає виключно рухи тіла, які можна описати публічно, однозначно за допомогою відповідної лексики. Таким чином, якщо ми скажемо про когось, що він «вказує суму і призначення чека», цей опис не вважається описом поведінки в строгому смислі слова, оскільки він містить приховану ментальну лексику (бажання, переконання, знання соціальних інститутів тощо) яка сама повинна бути переписана з точки зору тілесних рухів.
Відповідно до логічного біхевіоризму, пояснення поведінки повинно виключати так звані фізичні «причини» поведінки, зокрема, мозкові процеси. Ця радикальна версія біхевіоризму в цьому сенсі протирічить теорії ідентичності розум-тіло, яка систематично звертається до певних типів станів або процесів мозку. Крім того, вона відкидає або нехтує всіма психологічними та суб'єктивними характеристиками, які повинні мотивувати дію (вона ставить під сумнів «наївну психологію» та поняття «внутрішності») щоб вивчати лише емпіричні або логічні зв'язки між різними послідовностями поведінки доступної спостереженню публічно. Логічний біхевіоризм замінює власне психологічні поняття на «поведінкову тенденцію». Тенденція до поведінки — це тенденція поводитися певним чином у певних ситуаціях чи обставинах. Виходячи з цього поняття, передбачається аналіз розуму звільнений від наук про мозок та психології (це називається «наука про чорну скриньку»).
Однак логічний біхевіоризм не ототожнюється з формою елімінативізму, що стосується розуму. Скоріше, це редукціоністська концепція, оскільки він виправдовує операцію редукції психічних станів до поведінкових тенденцій. Однак, редукціоністська позиція, згідно з якою психічні стани не позначають нічого іншого, ніж фізичні стани, ґрунтується не на наукових відкриттях, як припускає теорія ідентичності розум-мозок, а на семантичних причинах, беручи до уваги, що ментальні поняття-це описи поведінкових тенденцій. Оскільки описовий зміст ментальних понять такий же, як у певних понять поведінкових тенденцій, дійсно дозволено встановити логічну еквівалентність між психологічними описами та описами тенденцій певної поведінки. Ця логічна еквівалентність, у свою чергу, дозволяє виправдати апріорі за допомогою аналізу заміру редукції психології до поведінкових наук.
Логічний біхевіоризм являється альтернативною філософською теорією онтологічному дуалізму («декартовому»). Однак багато його наслідків швидко виявилися неприйнятними: відмова від будь-якої внутрішності, відсутність пояснювальної теорії поведінки, його нездатність врахувати мовне навчання, серед інших. Поява інших альтернатив дуалізму, таких як теорія ідентичності розум-мозок, запропонована Улліном Плейсом та Джоном Дж. К. Смартом у 1950-х роках, тоді функціоналізм, розроблений Джеррі Фодором та Хіларі Путнам у 1960-х роках, сприяли його занепаду. Сьогодні він отримує підтримку певних філософів розуму, які приймають, як Даніель Деннетт, інструменталістський підхід до свідомості.

### Матеріалізм

#### Теорія ідентичності типів
Після невдачі біхевіористичної програми проблема тіло-розум, ставиться в нових термінах в межах спроби «натуралізації» розуму, натхненної моделлю природних наук · . Теорія ідентичності розум-мозок, або «матеріалізм центрального стану», тоді складається як перша альтернатива біхевіоризму. Ця теорія спочатку захищається філософами «Австралійської школи» філософії — Уллін-Плейс, Джон Дж. К. Смарт та Девід Армстронг. Зокрема, Смарт, опубліковує в 1959 р. статтю під назвою «Sensations and Brain Processes», яка вміщує одне із найбільш зрозумілих формулювань теорії. Для цих матеріалістичних філософів розум — це мозок (отже, визначення матеріалізму «центрального стану», щоб відрізнити його від теорій, що пов'язують розум з усією нервовою системою). Більш конкретно, психологічні стани — стани мозку.
Теорія ідентичності розум-мозок бере за зразок модель наукових редукцій, що призводить до багатьох тверджень про ідентичність · . Відповідно до цієї моделі, вода ототожнюється з її молекулярними властивостями (вода = H2O), гени з послідовностями ДНК (ген = ДНК) тощо. За прикладом цих наукових ідентичностей, редукція ментальних станів до станів мозку не встановлює логічної еквівалентності між ними (як між словом «ген» та його класичним визначенням «біологічного фактора спадковості»): скоріше, вона постулює онтологічну (або метафізичну) ідентичність, яка пояснює тісний зв'язок, що спостерігається між ними. Таким чином, ця теорія ідентичності б'ється об заклад, що може бути успішна інтерпретація звичайної психологічної системи понять в систему понять фізики чи біології. Потрібно, щоб було можливим перекласти такі терміни, як «бажання», «віра», «біль» у словник науки, що стосується лише фізичних утворень. Таким чином, проблема тіло-розум знайшла б матеріалістичне рішення в цьому перекладі чи міжтеоретичній редукції, що дозволяє в принципі «пояснити» психологічні стани фізичними станами.
Для того, щоб такий міжтеоретичний переклад був можливим, теорія ідентичності розум-мозок не передбачає жодних відносин ідентичності: вона встановлюється на ідентифікації двох типів станів чи процесів. Вона виходить з принципу, що типи станів або ментальних процесів ідентичні певним типам станів або мозкових процесів, відношення, загальновідоме як «ідентичність типів» (type-type identity) · . «Тип» позначає властивість або набір властивостей, які можуть ввійти у визначення та характеризують певний стан чи процес. Коротко ідентичність типів може бути визначена наступним чином:
Два типи, що належать до різних типологій (наприклад, фізичних та психічних), ідентичні, якщо, і тільки якщо вони позначають однаковий тип властивостей.
Коли ідентичність між двома типами станів закладена, позначаються ті самі властивості. Тому це не на рівні властивостей, а лише на рівні сенсу виразів, що використовуються для їх опису, що два типи станів виглядають відмінними. Якщо вирази «ментальні стани» та «церебральні стани» не мають того ж самого значення, перший вираз як і другий відноситься до фізичних станів, що відбуваються у мозку (хоча він позначає меншу кількість церебральних станів).

#### Теорія ідентичності вживань(occurences)
Теза за якою ментальні стани чи процеси мають те ж саме вживання, що і певні стани або фізичні процеси мозку, хоча і не одного типу, зазвичай називають теорією ідентичності вживань (англійською мовою, token-token identity theory). Це слабша і гнучкіша версія матеріалізму, ніж теза ідентичності типів. Вона вимагає лише ідентифікації вживань станів або ментальних процесів до вживань станів або фізичних процесів. Вживання явища — це його індивідуальна реалізація в просторі та в часі, кожне вживання за визначенням є особливим випадком реалізації одного або декількох типів явища. Коли дві різні пропозиції описують щось, що відбувається в одному місці і в один і той же час, вони описують одне і те ж саме вживання явище. Таким чином, двом різним типам стану або процесу можуть бути присвоєне однакове вживання, якщо вони відбуваються одночасно в одному місці. Цю тезу можна визначити так, на відміну від тези ідентичності типів:
Два типи, що належать до різних типологій (наприклад, фізичної та ментальної), однакові, якщо, і тільки якщо вони позначають одне і те ж саме вживання.
Ідентичність на рівні вживань визначає мінімальний матеріалізм. Прийнята слабкість цієї ідентичності дає змогу враховувати аспект взаємозв'язку між фізичною та психологічною типологіями, піднятої деякими філософами духу, з яких Джеррі Фодор та Хіларі Путнам, а саме можливість, що даний психологічний стан реалізується кількома способами, тобто декількома відмінними фізичними організаціями: нашою, восьминога (нейрофізіологічні характеристики якого дуже відрізняються від нашої), «марсіанина» з гідравлічним мозком (вигаданий приклад часто цитований) тощо. Хоча людина і восьминога можуть поділяти той самий психологічний стан, бути голодними, наприклад, можна все-таки подумати, що режим реалізації цього психологічного стану відрізняється між цими двома видами. Ця можливість називається «множинною реалізацією психічних станів» · . Якщо теза множинної реалізації ментальних станів є істинною, психологічну типологію неможливо ототожнити з детермінованою фізичною типологією, і тому теза ідентичності типів є помилковою. Психофізична ідентичність на рівні вживань дозволяє сприймати форму ідентичності, сумісну з множинною реалізацією. Примирення між тезою множинної реалізації та тезою ідентичності вживань створюється можливим, оскільки остання не передбачає, що ментальні поняття будуть рівнооб'ємними з певними фізичними поняттями, зокрема з певними так званими «нейронними» концепціями. Оскільки вживання ментального стану типу m може бути таким же, як вживання різних типів станів, вживання m може бути таким же, як вживання різних типів фізичних станів, і тому m може бути реалізовано фізично різними способами. У цьому випадку кажуть, що концепція m є відкритою диз'юнкцією фізичних понять p (p1 v p2 v p3 v p…). Тому, наприклад, виключається знаходження фізичного поняття рівнооб'ємного розумовому поняттю болю. Якщо у людей ментальний стан болю реалізується певними станами та мозковими процесами, такими як стимуляція волокон-С мозку, у восьминога цей самий тип ментального стану здійснюється вживаннями іншого типу, які можна ототожнити з нейронними станами та процесами, що мають інші характеристики.
Найпомітнішим представником теорії ідентичності вживань був американський філософ Дональд Девідсон з 1960 -х років. За ним оскільки кожна «розумова подія» є вживанням фізичної події, то вона може отримати фізичний опис, але не можна точно визначити зміст цього опису виходячи із розумового опису. Ідентичність на рівні подій і сьогодні є тезою поширеною у функціоналістській течії.

## Функціоналістська парадигма

### Принцип функціоналізму
Функціоналізм -це найбільш поширена позиція у філософії розуму та когнітивних наук з середини 1960.. Спочатку він був висунутий Хіларі Путнам, Джеррі Фодором та Девідом Льюїсом у відповідь і на проблеми, поставлені як біхевіоризмом, так і матеріалістичними концепціями розуму. Біхевіоризм не може пояснювати ментальні стани, що не мають рухових наслідків, як у випадку великої кількості вірувань чи уявлень без ефекту чи впливу на наш спосіб дії. Крім того, здається, важко оскаржити той факт, що ми поділяємо ментальні стани з багатьма видами тварин, чия мозкова система не складена як наша. Крім того, здається, важко оскаржити той факт, що ми ділимося психічними станами з кількома видів тварин, чия мозкова система не складається як наша. Тому теорія ідентичності типів (нейронних та ментальних) також здається недостатньою. Хіларі Путнам потім Джеррі Фодор намагалися починаючи з 1960 -х років адаптувати кожну з цих двох концепцій розуму, розробляючи форму матеріалізму, здатного одночасно вирішити ці проблеми. Ця нередукціоністська форма матеріалізму вказує на два напрямки:
1. У напрямку теорії ідентичності розум-тіло для вирішення центральної проблеми біхевіоризму: мова йде про розгляд ментальних станів як фізичних «посередників» між сенсорним входом та руховим виходом.

1. У напрямку біхевіоризму перед центральною проблемою теорії ідентичності розум-тіло: мова йде про ототожнення ментальних станів більше не з неврологічними станами, але з причинними властивостями внутрішніх станів (неврологічними та іншими), що пов'язують подразники з відповідями (іншими словами, входи з виходами).

У цій новій перспективі основною та достатньою характеристикою для визначення будь-якого типу ментального стану є набір причинних зв'язків, які його з'єднують (1) з сенсорними входами, яким відповідають певні ефекти навколишнього середовища на тіло (2) з іншими внутрішніми станами та (3) з поведінковими виходами, яким відповідають певні рухи та тілесні вирази.
Щоб проілюструвати основну ідею функціоналізму, можна використовувати приклад простої машини, наприклад, кавового автомата. Існує щонайменше два можливі способи зрозуміти функціонування такої машини. Згідно з першим, «біхевіористичного» типу, дистриб'ютор кави вважається «чорною скринькою», яка отримує певні вхідні дані (input) і який реагує на них, створюючи певні вихідні дані (output). Таким чином, функція кавового автомата полягає в певній «причинній ролі»: вироблення певного ефекту (стаканчика кави) як реакція на визначену причину (введення монети). Згідно з другим способом «матеріалістичного» типу існують фізичні механізми, які здійснюють функцію, яку виконує дистриб'ютор кави, і механік повинен знати їх у разі поломки. Однак ці механізми відрізняються від однієї моделі дистриб'ютора кави до іншої, і це «функціоналістичний» підхід до машини, який механік потім повинен буде приймати, щоб ефективно втручатися на різні моделі. Однак ці механізми відрізняються від однієї моделі дистриб'ютора кави до іншої, і це «функціоналістичний» підхід до машини, який механік потім повинен буде використати, щоб ефективно втручатися в різні моделі.
Таким чином, можна узагальнити тези функціоналізму наступними твердженнями:
1. Психічні стани — це функціональні стани
2. Функція стану полягає в її причинній ролі, тобто у здійсненні певного впливу у відповідь на визначену причину
3. Кожна причинна роль вимагає фізичної реалізації, і вона допускає численні фізичні реалізації
4. Зміст ментальних понять відрізняється від змісту фізичних понять
5. Можливість численних реалізацій ментальних станів типу m забороняє поняттю m бути рівнооб'ємним єдиному фізичному поняттю p

### Комп'ютерна теорія розуму
Саме щоб уникнути труднощів теорії ідентичності розум-мозок, Хіларі Путнам та Джеррі Фодор запропонували та розробили в 1960-х та 1970-х роках, комп'ютерну теорія розуму (або «компутаціоналізм»), в той час коли інформатика бурхливо розвивалася. Це форма функціоналізму, натхненного інформативною моделлю. На відміну від елімінативістського підходу до розуму, який з'явився в той же час, компутаціоналізм визнає реальність ментальних станів, і, на відміну від редукціоністського матеріалізму, він також визнає їх специфіку. Для нього різниця між розумом і мозком просто відповідає різниці в манері опису одного і того ж фізичного явища, а не в різниці між двома типами явищ. Ця теорія натхненна комп'ютерною моделлю: розум може бути розглянутим за аналогією з програмним забезпеченням або всіма програмами комп'ютера. Іншими словами, за відомою формулою, розум для мозку є тим, чим програмне забезпечення (software) є для апаратного забезпечення (hardware).
Програмне забезпечення — це набір програм, що дозволяють машині здійснювати різні завдання та виконувати численні функції. Отже, якщо воно має фізичне існування, воно саме не складається зі схем чи атомів у тому сенсі, як машина, яка виконує програму; воно також не складається з нефізичних утворень. Реальність програмного забезпечення можна зрозуміти лише в тому випадку, якщо ми приймемо особливий рівень опису функціонування машини, де формалізм залишає в стороні фізичні утворення та їх причинні зв'язки. Саме в термінах символів і функцій, а не в термінах схем та електричної активності описується комп'ютерна програма. Тому існує два типи можливих описів діяльності комп'ютерної машини: один власне фізичний (неадаптований, тому надзвичайно складний), інший формальний. Так само, існує два типи можливих описів, пов'язаних з поведінкою людини: фізичний опис станів або внутрішніх процесів мозку, наприклад, опис нейронної активності, коли ми робимо те чи інше, та опис станів або ментальних процесів в термінах символів та функцій.
Компутаціоналізм справді є формою матеріалізму в сучасному розумінні, оскільки людська думка в ньому розглядається в основному лише як електрохімічна активація мережі нейронів. Але так само, як можна осягнути комп'ютерну програму, не згадуючи електронних схем, які її виконують, ми можемо описати психологію людини, не згадуючи, що відбувається в мозку, використовуючи лише словниковий запас та сучасні поняття психології здорового глузду. За словами Джеррі Фодора, остання може бути перекладена і розроблена формальною мовою: «мовою думки», яка має як «синтаксис», так і «семантику». У цій перспективі інтенційні стани, такі як переконання чи бажання, розглядаються як ментальні уявлення комп'ютерного типу, пов'язані між собою раціональним способом своїм синтаксисом і причинно пов'язані зі світом своєю семантикою. Семантичний зміст цих уявлень випливає з того, як ці уявлення спричинені фізичним середовищем.

### Біологічний функціоналізм
Біологічний функціоналізм — теорія, що конкурує з комп'ютерним підходом до розуму. Підтримуваний кількома відомими філософами, такими як Даніель Деннетт, Рут Міллікан та Девід Папіно, він розглядає ментальні стани не як обчислювальні стани, а як біологічні функції, що є результатом еволюції видів. Він базується зокрема на теорії еволюції за допомогою природного відбору, щоб забезпечити причинне пояснення появи цих функцій. Принцип природного відбору також дозволяє йому відповісти з функціоналістської точки зору на питання, чому ментальні стани здійснюються багаторазовим способом. Ця відповідь залучає поняття виживання та розмноження наступним чином:
1. Фізичні стани, що здійснюють ментальні стани (наприклад, голод), відбираються відповідно до їх наслідків щодо виживання та відтворення організмів, в яких вони знайдені
2. Однак фізичні стани різних типів можуть мати однакові корисні наслідки, для виживання та відтворення даних організмів в певному середовищі
3. Еволюція за допомогою природного відбору дозволяє існування фізичних станів різних типів, що реалізовують один і той самий тип ментального стану (наприклад, голод)

Біологічний підхід до функціоналізму постулює, що всі ментальні стани є «уявленнями», тобто внутрішніми станами біологічного організму, які знаходяться у взаємозв'язку спільної зміни декількох змінних (коваріації) з певними станами навколишнього середовища. Саме на основі цього коваріаційного відношення внутрішні стани несуть інформацію про навколишнє середовище і, таким чином, становлять ментальне уявлення, розум трактується як природний «інтенційний» процес. Пояснення цього процесу разом з тим повинно бути сформульоване без використання інтенційних понять, оскільки інтенціональність уявлень — це саме те, що потрібно пояснити. Основна ідея цього пояснювального підходу полягає в тому, щоб показати, як значення ментальних уявлень складається з неінтенційних природних процесів, таких як ті, що реалізуються у суто функціональних біологічних системах (прості організми).
Для виконання цього завдання філософ і дослідник Рут Міллікан взяла на себе вивчення інтенціональності в живих організмах, когнітивна система яких простіша, ніж людська пізнавальна здатність. Стратегія, яку вона розробила, полягає у знаходженні класу біологічних властивостей, які можна допустимим чином вважати за інтенційні, а потім використовувати ці приклади, щоб визначити, що відрізняє інтенціональність від інших біологічних функцій. Загалом, біологічний функціоналізм виходить з принципу, що опис ментальних станів, заснований на їх біологічних функціях, може охопити все, що ментальні стани мають характерного, оскільки вони з'явилися та розвивалися під час еволюції, де вони сприяли (і продовжують сприяти) виживанню та відтворенню організмів, які ними були оснащені.

### Функціоналізм і редукціонізм
У своїй стандартній версії, зокрема, підтриманій Хіларі Путнам та Джеррі Фодором, і відомій як «функціоналізм причинних ролей», функціоналізм сприймає ментальні стани і функціональні стани в цілому не редукціоністсько, а як стани другого порядку. Функціональний стан — це стан другого порядку, коли інші стани, стани першого порядку, його реалізовують. Для того, щоб стани першого порядку реалізовували функціональний стан, потрібно, щоб вони мали причини і наслідки характерні для причинної ролі, що визначає функціональний стан. Диференціація між станами другого та першого порядку дозволяє функціоналізму стверджувати, що типи ментальних станів — і типи функціональних станів загалом — відрізняються від типів фізичних станів, а тому не зводяться до цих останніх. Це можливість численних реалізацій типів ментальних станів — та типів функціональних станів загалом — які, таким чином, забороняють ототожнити ментальні типи з фізичними типами.
Стандартний функціоналізм може представити доказ тільки на користь епістемологічного антиредукціонізму, а не онтологічного чи метафізичного антиредукціонізму. Дійсно, за ним, вживання функціональних станів ідентичні вживанням фізичних станів. Якщо принцип, згідно з яким ментальні стани не є фізичними станами, є істинним, це лише в тому сенсі, що типи ментальних станів не є типами фізичних станів, що виключає встановлення концептуальної еквівалентності між психологічними станами та фізичними станами, але не виключає перевизначення психологічних понять в фізичних теоріях. Функціональні поняття психології описують макроскопічні подібності, що стосуються її рівня, якого поняття фундаментальної фізики не дозволяють охопити, оскільки ці поняття зроблені для встановлення подібностей щодо фізичного складу об'єктів, а не щодо їх функцій у даному середовищі. Тим не менш, всі функціональні поняття, включаючи психологічні, позначають фізичні властивості та зокрема у людини, фізіологічні характеристики.
Ще одна версія функціоналізму, відома як «функціоналізм реалізаторів», сприймає ментальні стани, і функціональні стани загалом, редукціоністським способом. Це міноритарна позиція до нередукціоністської концепції функціоналізму. Спочатку її підтримали Девід Льюїс та Девід Армстронг у 1960 -х роках, а потім останнім часом — Джегвон Кім з кінця 1990 -х.. Редукціоністський функціоналізм не допускає відмінності між станами та властивостями першого порядку (фізичними) і станами та властивостями другого порядку (функціональними). Поняття і функціональні описи відносяться до фізичних станів, під якими маються на увазі конфігурації фізичних станів, які виконують причинну роль, визначаючи функціональний стан певного типу. Дотримуючись цієї точки зору, кожен ментальний опис (наприклад, «боліти») відноситься в даній ситуації до певної конфігурації фізичних станів, точніше до певної конфігурації станів мозку, навіть якщо ми ігноруємо про яку конфігурація фізичних станів йде мова.
Джегвон Кім намагався узгодити редукціоністський функціоналізм з тезою багаторазової реалізованості ментальних станів, покладаючись на концепцію редукції, обмеженої видом. Навіть якщо тип ментального стану дозволяє невизначену кількість різних фізичних реалізацій, це не виключає, що для кожного виду можна зменшити опис цього ментального стану до певного фізичного опису. Крім того, навіть якби ця ідентичність була обмежена меншими групами, ніж види, це не заважало б можливості зменшення групи, про яку йдеться. Таким чином говорять про «локальну редукцію». Але на цю концепцію редукції мало зважають, оскільки, не враховуючи єдність психічних явищ між різними видами, вона не дозволяє створити цілісну психологічну теорію.

## Альтернативи редукції

### Відношення настання
Поняття настання було введено в галузь філософії розуму в 1960-х роках Дональдом Девідсоном, щоб узгодити, очевидно, суперечливі ідеї систематичної залежності та невизначеності розуму стосовно тіла. Коли властивість типу B (наприклад, ментальна) накладається на властивість типу A (наприклад, фізичну), будь-яка зміна типу B еквівалентна зміні типу A. Таким чином, коли є настання, не може бути відмінності певного виду без відмінності іншого виду на іншому рівні опису. Тому між цими двома рівнями існує взаємозв'язок коваріації. Але цей зв'язок не дозволяє встановити еквівалентність A і B, а отже, звести В до А. Дійсно, ми завжди можемо розглянути можливий світ, де ми знайдемо той самий розподіл ментальних станів, що і у світі реальному, хоча існує фізична різниця між цими двома світами. Це робить концепцію настання, несумісною з редукціонізмом в цілому та з теорією ідентичності типів, зокрема (теорія ідентичності розум-мозок). Однак поняття настання узгоджується з теорією ідентичності вживань.
Як стани або властивості другого порядку, властивості, що вважаються такими, що реалізовуються множинним чином у властивостях першого порядку, відповідно до тези множинної реалізованості застосованої до ментальних станів (один і той самий ментальний стан може бути реалізований фізично множинним чином). Таким чином, той самий психологічний стан, такий як біль, може виникати на різних неврологічних станах залежно від того, якого виду тварин він стосується. Однак у цьому випадку ми будемо говорити про «локальну» версію відношення настання, на відміну від «глобальної» версії. Остання передбачає, що в реальному світі поява тих самих властивостей, що виникають, передбачає появу тих самих допоміжних властивостей, від яких вони залежать, і що, таким чином, реалізація однакового типу ментального стану передбачає реалізацію однакового типу фізичного стану, хоча завжди можна розглянути можливий світ, де відношення цього типу будуть різними.
Що стосується проблеми тіло-розум, то поняття настання, здатне дати у матеріалістичних межах відправну точку для її вирішення, описуючи формально зв'язок, які мають психологічні властивості з фізичними властивостями: ці два типи властивостей є в певному зв'язку залежності, який схожий одночасно на зв'язок ідентичності (редукціоністська теза), і на причинний зв'язок (дуалістична теза). Таким чином, два найбільш суперечливі аспекти зв'язку тіла-розуму стають сумісними. Однак така теза не є пояснювальною, строго кажучи, і вона є неповною. Залишається зрозуміти, чи властивості, що настають, є чи ні такими, що зводяться онтологічно до допоміжних властивостей, чи мова йде про власне описові властивості, чи реальні властивості. Проблема також полягає в тому, щоб знати в чому насправді полягає зв'язок настання, чи це природний закон, що регулює між ними групи різних властивостей чи зручний спосіб їх об'єднати за відсутності пояснювальної концепції.

### Виникнення
Концепція виникнення з'являється на межі XIX і XX століть серед англомовних філософів і вчених (Льюїс, Александер, Морган, Брод), для яких так звані «виникаючі» явища не відокремлюються від глибинних процесів, від яких вони залежать, і вони, строго кажучи, не є ідентичними або зведеними до них · . Вони стверджують, з одного боку, що виникаючі явища — хімічні, біологічні, життєві та психічні — неперервні з фізичними процесами або процесами нижчого рівня, з яких вони виникають, а з іншого боку, що ці явища також є розривними в певному сенсі — також скажуть «нові» або «автономні» — стосовно цих процесів. Таким чином, захищаючи тезу про безперервність у феноменах виникання, ці мислителі займають моністичну та натуралістичну позицію: вони дотримуються ідеї про те, що в природі не може бути розриву чи онтологічного розлому. Захищаючи також існування певної форми переривчастості у явищах виникнення, вони також є антиредукціоністами: вони вважають, що певні складні природні явища не можна ототожнювати з основними явищами, з яких вони виникають.
Саме за принципом відношення частин до цілого поняття виникнення дає змогу думати як про безперервність, так і про переривчастість виникаючих процесів. Класична максима появи, за якою «ціле — це більше, ніж сума його частин», передає моністичну ідею безперервності, згідно з якою виникаюче ціле складається зі своїх частин і тому, як наслідок, не виникає з нічого. З іншого боку, якщо виникаюче ціле, справді складається зі своїх частин, воно не ототожнюється з ними, також в міру того як воно є «більше, ніж» проста сума чи зіставлення своїх частин, виявляючи властивості, яких немає в масштабі його складових. Віднесене до проблеми тіло-розум, поняття виникнення, таким чином, дає змогу розглядати розум як набір властивостей, які не можуть бути зменшені, але тісно пов'язані з церебральними процесами, які його утворюють. Ментальні стани можна розглядати в цьому сенсі як властивості, які виникають у мозку в результаті процесів, що відбуваються в мікроскопічному масштабі в нейронній системі.
Цю позицію захищали, зокрема, Роджер Сперрі з 1960-х років, Карл Поппер з 1970-х років і Джон Сірл з 1980-х років. Вона дозоляє розглядати форму взаємодії між тілом та розумом у формі зростаючої причинності (частин до цілого) і спадаючої причинності (цілого до частин), друга часто вважається більш проблематичною, ніж перша. Продовжується дискусія про те, чи дійсно виникаючі процеси дійсно існують (онтологічне виникнення), чи вони лише уявні та зрештою призначені в останньому аналізі бути зменшеними (епістемологічне виникнення). Інші дебати точаться навколо передбачуваності виникаючих властивостей, можливості законів виникнення тощо. До того ж, ті, хто допускають реальність виникаючих явищ, не обов'язково допускають, що розум сам є виникаючим процесом. Це тим більше вірно, коли йдеться про кваліа та так звану «феноменальну» свідомість, які, ставлять конкретні питання, на які поняття виникнення не дозволяє відповісти.

## Елімінація проблеми

### Елімінативізм
Елімінативістський матеріалізм, або простіше елімінативізм — це позиція у філософії розуму, згідно з якою не існує нічого, крім фізичних станів, і згідно з якою ментальні стани не є фізичними станами, отже, вони не існують. Віра в існування таких станів випливає з хибної концепції людини, яка була неявно прийнята психологією здорового глузду (folk psychology) · . Елімінативізм був висунутий провідними філософами, такими як Пол Фейєрабенд або Річард Рорті в 1960-х роках, а нещодавно Полом і Патрісією Черчленд, а також Деніелом Деннетом щодо кваліа та суб'єктивних аспектів свідомості. Це радикальна відповідь на проблему розум-тіло, оскільки вона базується на усуненні самого поняття розуму. У цьому сенсі він протиставляється панпсихізму, який узагальнює його поняття.
Прихильники елімінативізму приймають аргументи, які намагаються показати, що неможливо звести розумові поняття (або принаймні деякі з них) до фізичних понять. Однак вони з цього роблять наступний висновок: ментальні концепції повинні бути виключені з будь-якої теорії, що стосується людської поведінки, так само як вони виключені із фізичних теорій. Дійсно, якщо редукція цих понять неможлива, це тому, що вони ні на що не зсилаються, і від них слід відмовитися. Тим не менш, такий підхід сумісний із прийняттям інтенціональних понять звичайної психології, як корисних інструментів для передбачення людської поведінки. Однак у своїй радикальній формі елімінативізм робить ставку на те, що наука майбутнього надасть нам метод передбачення, який зможе обійтися без цих понять.
Відповідно до елімінативізму, поняття розуму, на якому базується психологія здорового глузду, не є просто недостатнім для пояснення людської поведінки та природи пізнавальної діяльності, воно саме по собі є помилковим. Це вся основа психології здорового глузду, яка створює хибну та оманливу концепцію причин людської діяльності та пізнавальної здатності. Тому ми не можемо сподіватися вирішити проблему розум-тіло, намагаючись звести розумові поняття до фізичних. Оскільки перші не відносяться ні до чого в природі, між ними та фізичними поняттями не може бути встановлено буквальної відповідності. Тому міжтеоретична редукція, яку просуває редукціонізм, приречена на провал. Тому ми не повинні очікувати від нейронаук, що вони вирішать проблему розуму та тіла, але лише того, що вони її усунуть, замінивши стару теоретичну структуру, в якій вона виникла.

### Панпсихізм
Подібно до елімінативізму, сучасний панпсихізм є не так відповіддю на проблему тіло-розум, як сумнівом у теоретичній структурі, в якій вона виникає. Але на відміну від елімінативізму, який відмовляється надати існування тому, що ми зазвичай розуміємо під «розумом», панпсихізм відмовляється надати існування тілам, таким якими ми їх інтуїтивно сприймаємо, в тому числі в науці.
За словами Саймона Блекберна, сучасній фізичній концепції природи бракує таких якісних властивостей, як кольори, біль і всього того, що становить якісний аспект нашого досвіду світу. Фундаментальні фізичні властивості, такі як маса або електричний заряд, не є якісними властивостями, а лише тенденцією змінювати стан руху частинок. Однак було б безглуздо шукати у фізиці якості, які могли б заповнити цю прогалину, оскільки всі властивості, з якими вона має справу, зводяться до тенденцій змінювати стан руху об'єктів. Навіть якщо ми стверджуємо, як Девід Льюїс чи Френк Джексон, що суто якісна сутність фізичних складових світу недоступна для нас, ми повинні бути здатними дати уявлення про те, якими могли б бути ці якості. Тепер єдиною моделлю, яку ми можемо уявити для чистих якостей, що становлять сутність фізичних речей, є якісні аспекти пережитого досвіду, аспекти, які складають наше свідоме життя (у філософії розуму це називається «феноменальна свідомість»).
Деякі філософи-панпсихісти, такі як Гален Стросон, стверджують з цієї точки зору, що всі фізичні об'єкти насправді є ментальними властивостями, аналогічними властивостям прожитого досвіду. Ці властивості є конститутивними для якісного аспекту природи та характеризують його елементи внутрішнім і істотним чином. За Стросоном, навіть атоми і деякі елементарні частинки мають примітивну форму ментального існування. Ця версія панпсихізму не стверджує, що атоми є свідомими істотами в тому сенсі, як ми, лише те, що певні аспекти, що належать свідомості присутні в найпростіших фізичних системах. Більш складні форми розуму або досвіду потім виникають у більш складних системах. Отже, немає жодних причин приймати концептуальну опозицію, яку передбачає проблема тіло-розум, інакше як протилежність між буттям і зовнішністю, причому розум є нічим іншим, як внутрішньою і якісною сутністю того, що ми сприймаємо за допомогою органів чуття як тіла. Об'єкти, описані фундаментальною фізикою, є лише інтуїтивним і наочним способом уявлення про мережі взаємозв'язків, які існують між ментальними станами.

## Ідеї Платона
Платон вважав, що тіло належить до матеріального світу і тому смертне, тоді як душа є частиною світу ідей і безсмертна. Він вважав, що душа лише тимчасово прив'язана до тіла до моменту його смерті, після чого душа повертається у свій світ форм. Душа, на відміну від тіла, не існує в просторі і часі, що дає їй доступ до абсолютної істини світу ідей.

## Відомі точки зору
- Дуалізм — розум відділений від тіла.
- Матеріалізм — розум обумовлений тілом (наслідок хімічних реакцій).
- Ідеалізм — вся реальність зосереджена в розумі.